# Carmelo Camet
Carmelo Félix Camet (Parigi, 29 ottobre 1904 – Buenos Aires, 22 luglio 2007) è stato uno schermidore argentino, vincitore di una medaglia di bronzo nella scherma ai giochi olimpici.
Era figlio di Eduardo Camet, primo sudamericano a partecipare ad un'Olimpiade.